# Carlos Bonet
Carlos Bonet Cáceres, född 2 oktober 1977 i Asunción, är en paraguayansk fotbollsspelare som sedan 2012 spelar i Cerro Porteño. Han har representerat sitt land vid VM 2002, VM 2006 och VM 2010.